# Chaetodon citrinellus
Chaetodon citrinellus, conosciuto anche con il nome comune pesce farfalla limone, è un pesce d'acqua salata appartenente alla famiglia dei Chaetodontidae.

## Distribuzione e habitat
È una specie di pesce farfalla diffusa nell'Oceano Indiano (coste delle Seychelles, Madagascar e Mar dei Caraibi, Maldive, Indonesia) Mar del Giappone e nell'Oceano Pacifico, fino alle Isole Marchesi e Tuamotu. Vive in prossimità delle formazioni madreporiche, in acque con temperatura tra i 24 e i 28 °C, prediligendo fondali poco profondi e occasionalmente può anche spingersi fino a 35 metri di profondità. Si incontra anche in zone con pochi coralli e nel versante esterno del reef che guarda verso il mare aperto.

## Descrizione
Presenta corpo fortemente compresso ai fianchi. Il muso è allungato in prossimità della bocca. La pinna dorsale copre tutto il dorso; la pinna anale è particolarmente sviluppata e bordata di bianco e nero.
La livrea è giallo vivo con numerose macchie nere, più chiare nella zona caudale e in prossimità delle pinne dorsale e anale. Il muso è percorso da una banda verticale nera contornata di bianco che copre gli occhi.
Specie di piccole dimensioni, può raggiungere i 13 cm di lunghezza.

## Comportamento
Solitamente si incontra a coppie. Gli esemplari giovanili formane piccoli gruppi, spesso con altre specie di pesci farfalla, come il Chaetodon kleinii.

## Alimentazione
Si nutre essenzialmente di microfauna recifale, polipi di corallo, altri invertebrati e alghe filamentose.